# Луксембург (покрајина)
Провинција Луксембург (фр. Province de Luxembourg) је једна од пет провинција белгијског региона Валоније. Налази се на југу земље. 
Са површином од 4.440 km² Луксембург је највећа провинција Белгије, а са 264.084 житеља (2008) то је белгијска провинција са најмање становника. Становништво говори француски језик. Главни град је Арлон. 
Луксембург је био јединствено војводство у периоду 963–1794. После Наполеонових ратова постао је Велико војводство у саставу Немачке конфедерације у персоналној унији са Уједињеном Краљевином Низоземском. За време Белгијске револуције већи део војводства определио се за прикључење Белгији. Одлуком великих сила из 1839, остатак провинције са градом Луксембургом остао је у пређашњем статусу. Та територија представља данашњу државу Луксембург. 